# Anisobas rebellis
Anisobas rebellis är en stekelart som beskrevs av Wesmael 1845. I den svenska databasen Dyntaxa används istället namnet Anisobas parviceps. Anisobas rebellis ingår i släktet Anisobas och familjen brokparasitsteklar. Arten är reproducerande i Sverige. Inga underarter finns listade i Catalogue of Life.